# Torcy-le-Petit (Seine-Maritime)
Torcy-le-Petit település Franciaországban, Seine-Maritime megyében. Lakosainak száma 516 fő (2022. január 1.). Torcy-le-Petit La Chapelle-du-Bourgay, Freulleville, Les Grandes-Ventes, Sainte-Foy, Saint-Germain-d’Étables és Torcy-le-Grand községekkel határos.

## Népesség
A település népessége az elmúlt években az alábbi módon változott:
| Lakosok száma | 509  | 490  | 489  | 485  | 489  | 491  | 499  | 508  | 516  |
|               | 2013 | 2015 | 2016 | 2017 | 2018 | 2019 | 2020 | 2021 | 2022 |